# Mascotes La Rambla
Mascotes La Rambla és un establiment ubicat, des del 1939, a la planta baixa d’un edifici d’habitatges plurifamiliars de més de quatre alçades, construït el 1880, a La Rambla, núm. 8, Palma, Mallorca. Acull un negoci familiar, nascut com a Pajarería Arnáiz sota la mirada de Miquel Arnáiz. Quatre generacions després, encara hi respiren el mateix amor pels animals, però amb un toc fresc que li donen els nets. A la Palma de postguerra, aquest lloc ja era revolucionari perquè tenia de tot —ocells, rosegadors i fins a productes que ningú més oferia. 86 anys després, segueixen sent pioners.
Margarita López Vallori, la cara coneguda de la botiga, porta més de 30 anys darrere del mostrador. Però no ho fa sola: els seus fills, Irene i José Miguel, li han donat una volta al negoci. Al 2020 creen un perfil a Instagram: quasi 300 publicacions mostren ocells de colors vius, però també cobaies o hàmsters. Han sabut barrejar el passat i el present. Margarita encara guarda fotografies antigues de la botiga penjades a la rebotiga.
El 24 de juliol de 2024 (resolució núm. 7460, Ajuntament de Palma) el manté com a Comerç Emblemàtic (categoria 1A) en l'aprovació del Catàleg d'establiments emblemàtics de 2024, en què va ser inscrit l’any 2018.